# Phanotea knysna
Phanotea knysna là một loài nhện trong họ Zoropsidae.
Loài này thuộc chi Phanotea. Phanotea knysna được Charles E. Griswold miêu tả năm 1994.